# 炊具
炊具是用來煮食的器皿，是廚具的一類。常見的炊具包括有锅、平底锅、鑊、压力锅、生鐵廚具等等。炊具是属于现代汉语中的文言词汇，在古代该词比较少见，是属于常用的现代汉语词汇。《说文解字》记载了该词语的解释，据《史记·孝武本纪》记载：“其祠列火满坛旁，坛旁烹炊具。”

## 历史
石器时代的炊具多是用陶制作的陶器。在自己居住的半地穴式草房里，挖一个灶坑把陶釜架在上面做饭。在距今8000年左右的磁山文化遗址里，出土有用三个鞋形支脚支架夹砂红陶筒形釜的遗存。在距今7000年左右的浙江余姚河姆渡文化遗址里，出土有簸箕形的灰陶灶和架在上边的灰陶釜以及上边的灰陶甑，是用于蒸饭器具。陶鬲（lì）也是新石器时代晚期炊具的一种，样子象鼎，三足呈袋状且中空。 将鬲的上部加长并做出流，一侧再安装上把手就成了鬶，这是中国古代炊具中个性最为鲜明独特的一种，只流行于新石器时代晚期的大汶口文化和山东龙山文化。
春秋战国时期盛行列鼎而食的青铜礼器，精巧且导热性更好，多为贵族使用，日常生活所用主要还是陶鼎。进入秦汉以后，绝大多数炊具必须与灶相结合，才能进行烹饪活动。隋唐后出现了六格大蒸笼、精致铜火锅及金代双耳铁锅。

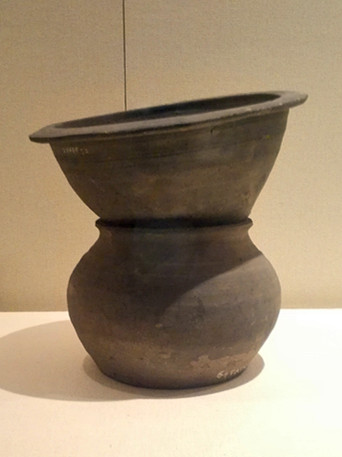
陶釜甑
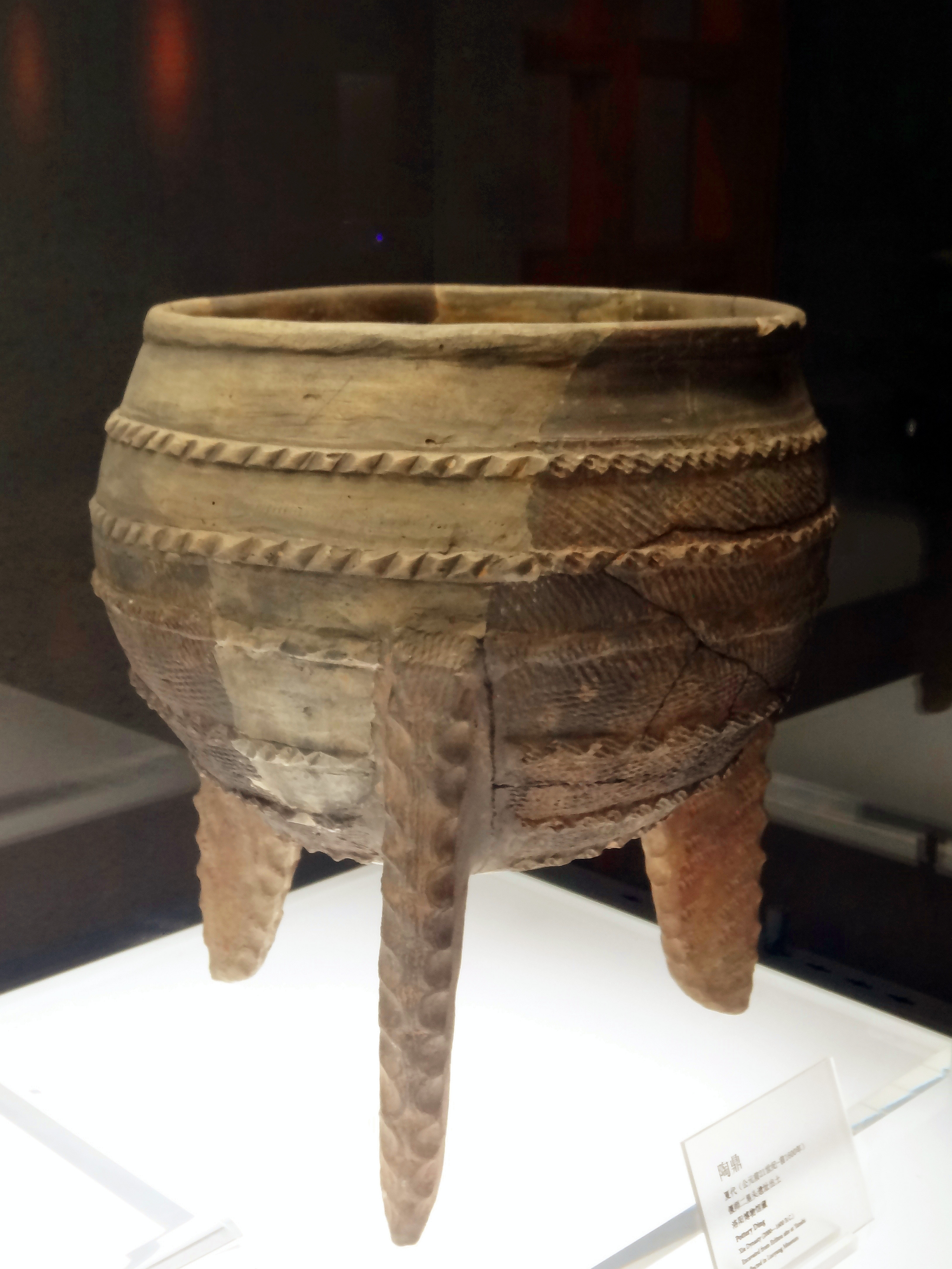
陶鼎
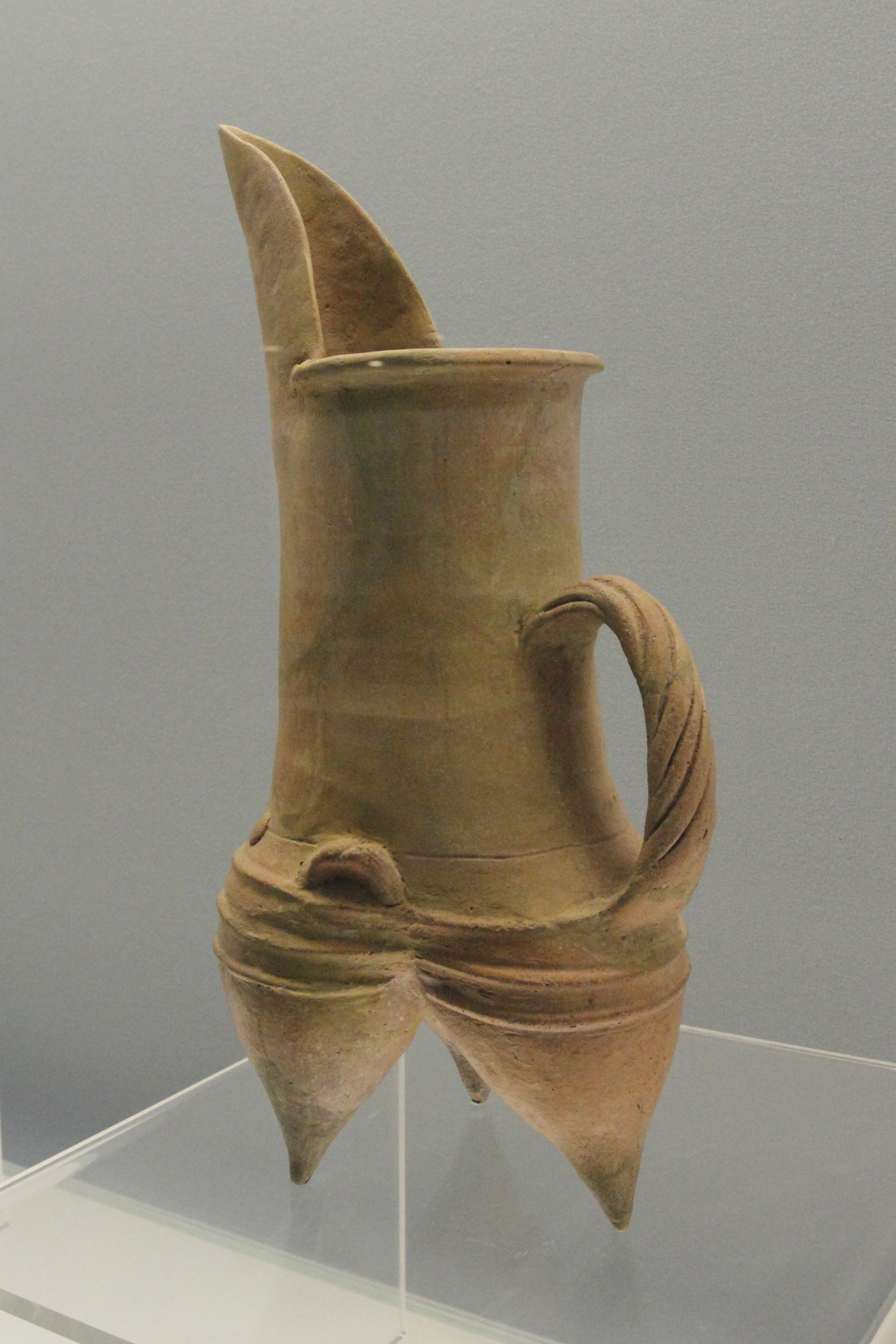
红陶鬶
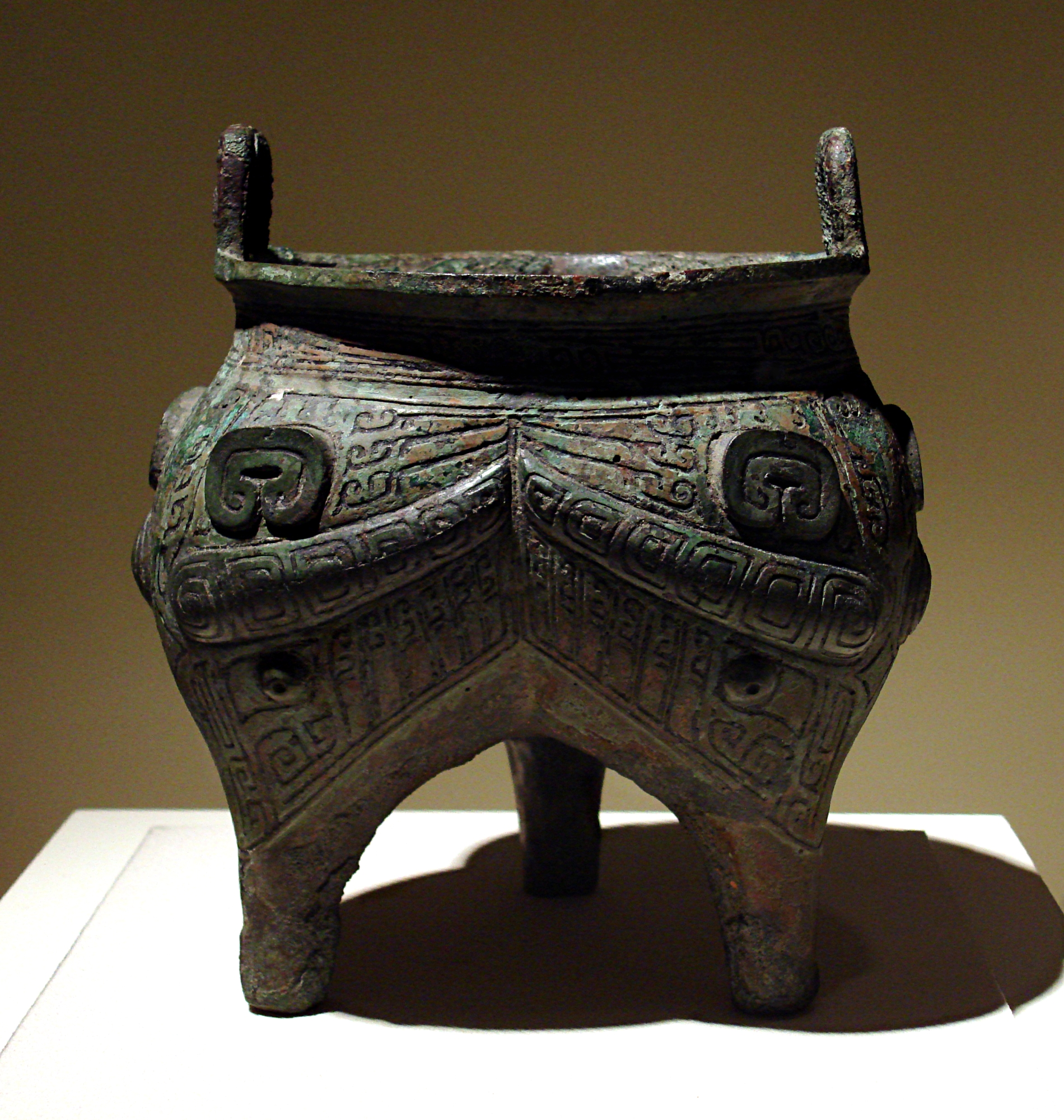
青铜鬲
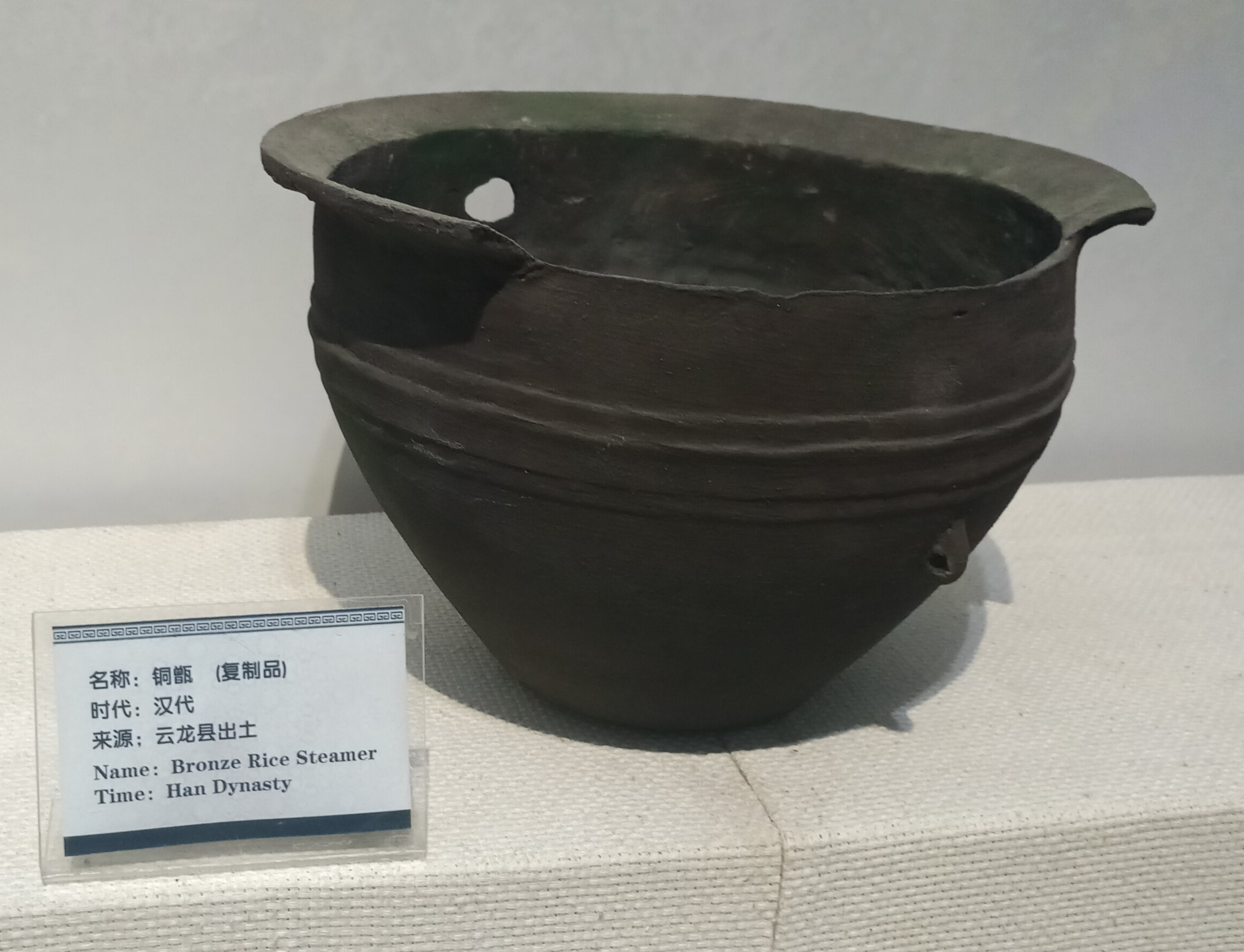
铜甑

## 现代
炊具按照烹饪方式分为明火炊具与电炊具两大类。明火炊具行业脱生于百货的五金行业，德国品牌有双立人、Fissler，中国品牌苏泊尔、爱仕达等。从产品类型上看，炒锅和煎锅是目前烹饪器具两大主流产品类型。“不粘锅”是近些年来炊具的最大卖点，主要是通过锅体材质、涂层、特殊工艺来实现。铝合金以及不锈钢是炊具产品最主要的材质。一般而言，消明火炊具使用和更换周期较短。
电炊具行业脱生于电器行业。80年代电饭锅，90年代微波炉，2002年之后电磁炉，2005年之后电压力锅，这些产品在中国的普及慢慢形成了一块叫做"电炊具"的细分市场。主要品牌有美的、苏泊尔、九阳等。

## 相關
- 餐具
- 炊具列表（英语：List of cooking vessels）